# Truth in Numbers?
Truth in Numbers? Everything, According to Wikipedia é um documentário estadunidense de 2010 que explora a história e as implicações culturais da enciclopédia online Wikipédia. O filme considera a questão de saber se todos os indivíduos ou apenas especialistas devem ser encarregados de editar uma enciclopédia.
A história e os antecedentes do site são fornecidos, juntamente com comentários dos fundadores da Wikipédia Jimmy Wales e Larry Sanger. Os comentadores que aparecem no filme incluem o autor Howard Zinn, Len Downie do The Washington Post, Bob Schieffer da CBS News, antigo chefe da Encyclopædia Britannica Robert McHenry e ex-diretor da Central Intelligence Agency James Woolsey. O documentário discute incidentes que lançaram uma luz negativa sobre a Wikipedia, incluindo a controvérsia Essjay e a controvérsia da biografia de John Seigenthaler.
Após muitos adiamentos, o filme teve sua estreia no Wikimania 2010 em Gdańsk em julho, e foi exibido no Paley Center for Media na cidade de Nova York em outubro de 2010. Foi exibido como parte do Savannah Film Festival em 3 de novembro de 2010, no Trustees Theater da Savannah College of Art and Design. Em geral, Truth in Numbers? teve recepção mista, com comentários favoráveis do autor Ted Leonsis, na publicação da AOL Urlesque, e cobertura no Savannah Film Festival por Carlos Serrano da District.